# Naturschutzgebiet Wambachtal und Oembergmoor
Koordinaten: 51° 22′ 47″ N, 6° 49′ 31″ O

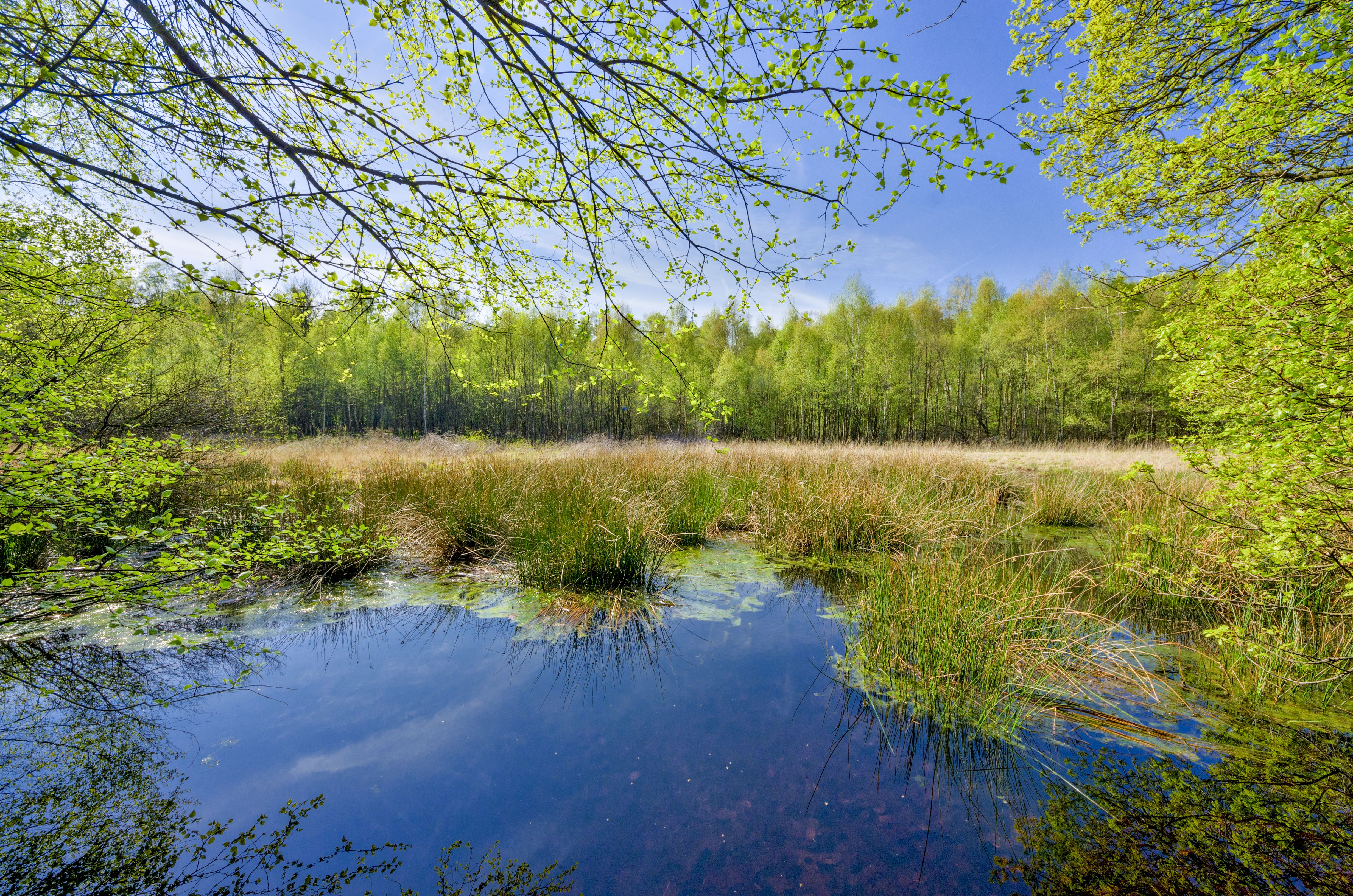
Naturschutzgebiet Wambachtal und Oembergmoor (Mai 2016)

Das Naturschutzgebiet Wambachtal und Oembergmoor liegt auf dem Gebiet der kreisfreien Stadt Mülheim an der Ruhr in Nordrhein-Westfalen. 
Das aus zwei Teilflächen bestehende Gebiet erstreckt sich westlich und südwestlich der Kernstadt von Mülheim an der Ruhr entlang des Wambachs, eines rechtsseitigen Zuflusses des Dickelsbachs. Am nordwestlichen Rand der nördlichen Teilfläche verläuft die Kreisstraße K 4, durch den westlichen Teil der südlichen Teilfläche verläuft die A 3 und östlich verläuft die B 1.

## Bedeutung
Das etwa 194,6 ha große Gebiet wurde im Jahr 1982 unter der Schlüsselnummer MH-004 unter Naturschutz gestellt. Schutzziele sind  	
- der Erhalt und die Optimierung der naturnahen Fließgewässerabschnitte sowie der angrenzenden Erlenbestände und
- die Entwicklung einer naturnahen Fließgewässermorphologie in den begradigten Teilbereichen.[2]